# Crossandra pilosa
Crossandra pilosa là một loài thực vật có hoa trong họ Ô rô. Loài này được (Benoist) Vollesen mô tả khoa học đầu tiên năm 1997.